# Instituto Fundamental da África Negra
O IFAN (Institut fondamental d'Afrique noire ou Instituto Fundamental da África Negra) é um instituto cultural e científico nas nações da antiga África Ocidental Francesa. Fundado em Dakar, Senegal, em 1938, como Institut français d'Afrique noire (Instituto Francês da África Negra), o nome foi alterado apenas em 1966. Era sediado onde hoje é o edifício doMuseu Théodore Monod de Arte Africana. Desde a sua fundação, a sua missão foi estudar a língua, a história e a cultura dos povos governados pelo colonialismo francês em África.

## História
O IFAN foi formado inicialmente a partir de uma combinação de três forças: a "missão civilizadora" colonial francesa, o desejo de um governo indireto mais eficiente através da compreensão das culturas africanas e a pesquisa sobre os recursos do domínio francês na África. Os governadores gerais Ernest Roume (1902–1908) e William Ponty (1908–1914) supervisionaram uma reorganização do sistema de ensino superior francês nas colônias e, colocando Georges Hardy no comando, mudaram a administração colonial para um modelo que usava elementos tanto de uma Política "direta" de assimilação e uma política indireta de governo por procuração africana. Os primeiros recursos educacionais necessários para serem criados destinavam-se à pequena minoria de africanos “assimilados”, enquanto os últimos exigiam que os administradores coloniais franceses fossem educados no funcionamento das sociedades africanas. Para esses fins, Hardy supervisionou a criação da École normale supérieure William Ponty, a publicação Bulletin de l'Enseigement en AOF e o Comite d'etudes historiques et scientifiques de l'AOF (1918). Esta última, de imenso sucesso como revista científica, inaugurou o que um historiador chamou de era de "...conhecimento e controle".
Estas ferramentas científicas imperiais foram invertidas de várias maneiras. Primeiro, o sistema de ensino superior africano (e a École William Ponty em particular) tornou-se a incubadora dos líderes políticos do movimento de independência. O estudo das culturas africanas, embora inestimável para os historiadores modernos, pouco fez para legitimar o domínio francês através dos seus Chefs du Canton, mas forneceu aos francófonos da África Ocidental (como Léopold Senghor) os materiais para reforçar o seu sentido de importância cultural, como demonstrado no movimento da Negritude. Finalmente, europeus e africanos que se opunham ao domínio colonial uniram-se nos anos que se seguiram à fundação do IFAN em Dakar. O IFAN foi inicialmente concebido como uma integração de vários sistemas de investigação colonial francês no início da década de 1930, e a visão era colocar a ciência ao serviço do projecto colonial. Jules Brévié, governador da África Ocidental Francesa de 1930 a 1936, escreveu que "a colonização precisa de estudiosos, pesquisadores imparciais e desinteressados, com visão ampla, fora da urgência e do fogo da ação. Ele queria um programa de investigação metódico sobre a história colonial e a cultura africana, e fez lobby para que um instituto científico oficial realizasse pesquisas geográficas, etnográficas e históricas.

O governo da Frente Popular, em 1936, converteu o Comite d'etudes historiques et scientifiques de l'AOF no IFAN, com sede em Dakar, e colocou o naturalista Théodore Monod à sua frente. Desde a abertura do instituto em 1938, Monod procurou promover os africanos a posições de autoridade no IFAN, como o etnólogo Amadou Hampâté Bâ. Com o fim da Segunda Guerra Mundial, um influxo de intelectuais africanos e radicais franceses (como Jean Suret-Canale) encontraram lares na IFAN e nas suas filiais, alguns participando na agitação política através de organizações como a Frente Popular Senegalesa, a RDA, e os Grupos de Estudo Comunistas da década de 1940.
À medida que a independência se aproximava na década de 1950, o IFAN tornou-se uma instituição cada vez mais africana. Formou um Arquivo Nacional paralelo ao Arquivo do Governador Geral em Dakar,  com Monod e o IFAN respondendo diretamente ao Ministro da França Ultramarina - um raro grau de autonomia sob o sistema da AOF. Na independência, o IFAN tinha escritórios em Saint-Louis, Abidjã, Bamaco, Cotonu, Niamei, Uagadugu, centros associados em Duala e Lomé, e estações permanentes de investigação científica em Atar, Diafarabé e Mont-Nimba. Nas décadas de 1940 e 1950, foram realizados mais projetos deste tipo, como o Gabinete de Investigação Científica Colonial de 1943 (agora Centro de Investigação do Solo ORSTOM em Dakar-Hann) e a Universidade de Dakar em 1957. Cada uma destas instituições, iniciadas como instrumentos coloniais, evoluiu com a chegada da independência para ferramentas africanas para satisfazer as necessidades africanas.

## Independência
Quando da independência, em 1960, o IFAN tinha filiais em toda a África Ocidental Francesa, em todas as cidades que se tornariam capitais de estados independentes. O IFAN de Dakar foi transferido para a Universidade Cheikh Anta Diop em 1960, e Monod foi mantido como diretor até 1965. Em 1986 foi oficialmente renomeado como " IFAN Cheikh Anta Diop" e mantém orçamentos, administração e pessoal independentes da universidade. É hoje um dos mais prestigiados centros de estudo da cultura africana do mundo. Sendo o principal centro de investigação cultural das colônias da África Ocidental Francesa, contém importantes coleções de toda a África francófona. A maioria das filiais do IFAN, nomeadamente em Conacri (Guiné), Abidjã (Costa do Marfim) e Bamaco (Mali), tornaram-se a base para arquivos nacionais e centros de investigação. Alguns ainda mantêm o título “IFAN”. O IFAN dos Sudão Francês tornou-se o Museu Nacional do Mali, enquanto o IFAN da Guiné Francesa tornou-se o Institut National de Recherche et Documentation, a Biblioteca Nacional, Arquivos e Museu da Guiné.

## Publicações
O IFAN publica uma série de revistas acadêmicas. Mémoire de l'IFAN e  Bulletin de l'Institut Fondamental d'Afrique Noire(fr) (abreviado BIFAN) lida principalmente com linguística, antropologia, história e arqueologia. O Centre de Linguistique Appliquée de Dakar, em conjunto com o IFAN, publicou um extenso trabalho sobre as Línguas de África, nomeadamente a Lexique Wolof-Français em vários volumes. Outras seções do IFAN publicaram coleções sobre tudo, desde peixes às danças da região da África Ocidental.

## links externos
- Sítio oficial
- Mémoires de l'Institut français d'Afrique noire - série de livros publicada pela IFAN
- Ucad.org: Arquivos BIFAN — na Universidade Cheikh Anta Diop.
- "Símbolos do Triunfo: IFAN e o Complexo de Museus Coloniais na África Ocidental Francesa (1938-1960)", Museu de Antropologia, Verão de 2002, Vol. 25, nº 2: pp.